# Kung Kao Po

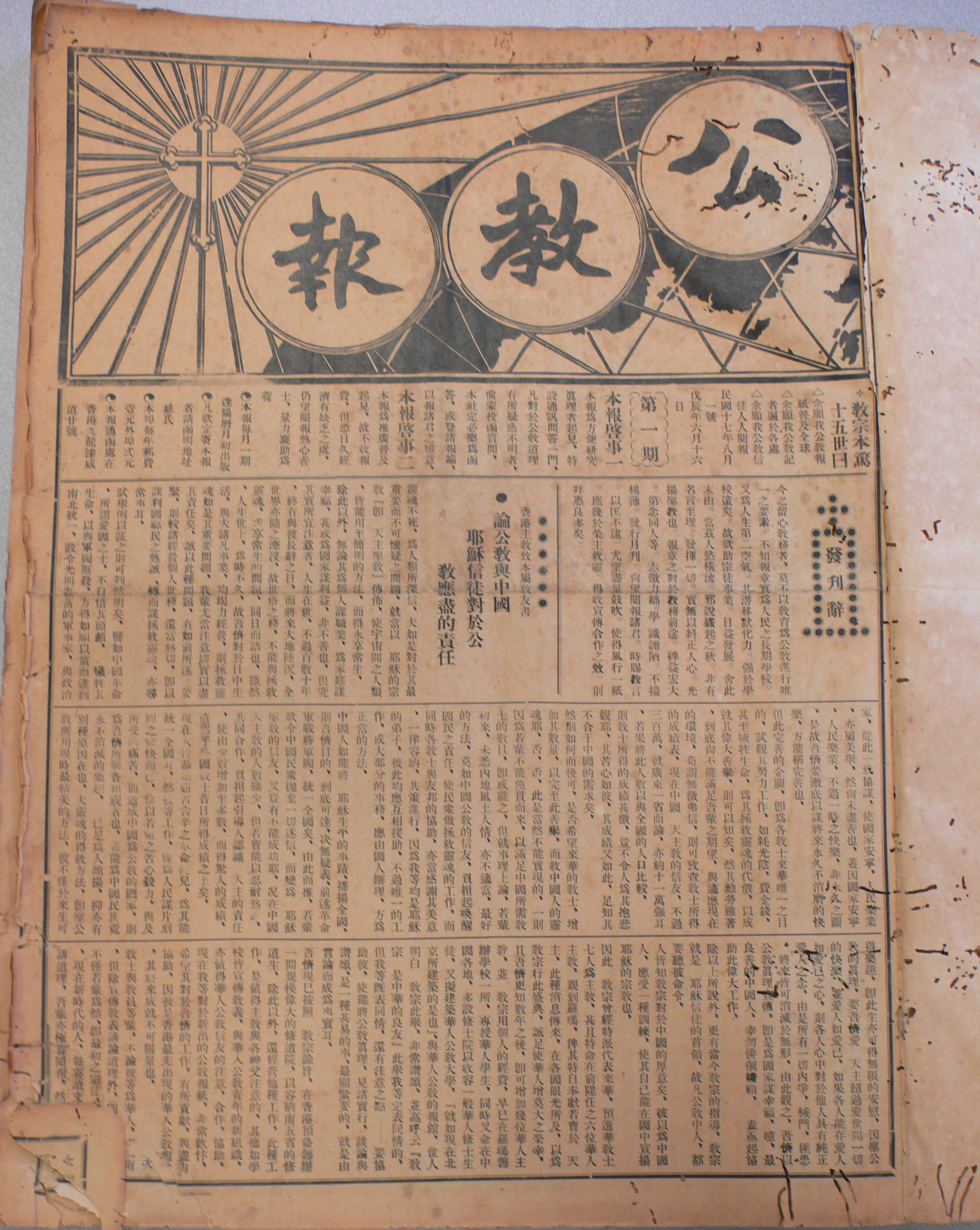
La primera edición de Kung Kao Po publicado el 1 de agosto de 1928.

Kung Kao Po — literalmente “periódico católico” — es un periódico en idioma chino publicado en Hong Kong. Fue lanzado el 1 de agosto de 1928, la dueña y editora del periódico es la Diócesis de Hong Kong.
El periódico es publicado semanalmente los viernes en formato tabloide e impreso en los caracteres chinos tradicionales. La cobertura de las noticias abarca temas relacionados con la Iglesia tanto locales como internacionales, contiene varias columnas, editoriales y un suplemente orientado a la juventud.
Además de ser distribuido en las iglesias católicas de Hong Kong, el periódico puede adquirirse por suscripción; esto permite que pueda ser adquirido por algunas iglesias católicas chinas que se encuentran fuera de Hong Kong. Algunos contenidos parciales del periódico se encuentran disponibles en el sitio de internet oficial, el cual tiene almacenado cinco años de ediciones pasadas.
Desde el 19 de octubre de 2003, una edición en audio del periódico, grabada en cantonés, está disponible en formato MP3 en el sitio del periódico.
En los últimos años el Kung Kao Po se ha vuelto conocido para la población general de Hong Kong debido a algunos editoriales sobre temas políticos y sociales.